# Jabbeke
Jabbeke este o comună neerlandofonă situată în provincia Flandra de Vest, regiunea Flandra din Belgia. La 1 ianuarie 2008 avea o populație totală de 13.675 locuitori. 

## Geografie
Comuna actuală Jabbeke a fost formată în urma unei reorganizări teritoriale în anul 1977, prin înglobarea într-o singură entitate a 5 comune învecinate. Suprafața totală a comunei este de 53,76 km². Comuna este subdivizată în secțiuni, ce corespund aproximativ cu fostele comune de dinainte de 1977. Acestea sunt:
| - I. Jabbeke - II. Stalhille - III. Varsenare - IV. Snellegem - V. Zerkegem |

Localitățile limitrofe sunt:
| - Orașul Bruges: - a. Bruges - b. Sint-Andries - Comuna Zedelgem: - c. Zedelgem - d. Aartrijke - Comuna Ichtegem: - e. Bekegem | - Orașul Oudenburg: - f. Roksem - g. Ettelgem - Comuna De Haan: - h. Klemskerke - i. Vlissegem - Comuna Zuienkerke: - j. Houtave - k. Meetkerke |